# Ciclismo nos Jogos da Commonwealth de 2014
O ciclismo nos Jogos da Commonwealth de 2014 foi realizado em Glasgow, na Escócia, entre 24 de julho e 3 de agosto. As provas de pista foram disputadas no Velodrómo Sir Chris Hoy, o ciclismo de estrada num percurso traçado nas ruas da cidade com largada e chegada no Glasgow Green e o mountain bike foi realizado nos morros de Cathkin Braes.
Pela primeira vez na história quatro eventos de pista para atletas de elite com deficiência (EAD) foram realizados.

## Medalhistas

### Estrada
Masculino
| Evento             | Ouro                             | Prata                        | Bronze                           |
| Corrida em estrada | Geraint Thomas WAL País de Gales | Jack Bauer NZL Nova Zelândia | Scott Thwaites ENG Inglaterra    |
| Contra o relógio   | Alex Dowsett ENG Inglaterra      | Rohan Dennis AUS Austrália   | Geraint Thomas WAL País de Gales |

Feminino
| Evento             | Ouro                              | Prata                      | Bronze                           |
| Corrida em estrada | Lizzie Armitstead ENG Inglaterra  | Emma Pooley ENG Inglaterra | Ashleigh Pasio RSA África do Sul |
| Contra o relógio   | Linda Villumsen NZL Nova Zelândia | Emma Pooley ENG Inglaterra | Katrin Garfoot AUS Austrália     |

### Mountain bike
Masculino
| Evento        | Ouro                           | Prata                         | Bronze                         |
| Cross-country | Anton Cooper NZL Nova Zelândia | Samuel Gaze NZL Nova Zelândia | Daniel McConnell AUS Austrália |

Feminino
| Evento        | Ouro                         | Prata                  | Bronze                          |
| Cross-country | Catharine Pendrel CAN Canadá | Emily Batty CAN Canadá | Rebecca Henderson AUS Austrália |

### Pista
Masculino
| Evento                  | Ouro                                                                 | Prata                                                              | Bronze                                                                  |
| Velocidade individual   | Sam Webster NZL Nova Zelândia                                        | Jason Kenny ENG Inglaterra                                         | Eddie Dawkins NZL Nova Zelândia                                         |
| Velocidade por equipes  | Eddie Dawkins Ethan Mitchell Sam Webster NZL Nova Zelândia           | Philip Hindes Jason Kenny Kian Emadi ENG Inglaterra                | Matthew Glaetzer Nathan Hart Shane Perkins AUS Austrália                |
| Perseguição individual  | Jack Bobridge AUS Austrália                                          | Alex Edmondson AUS Austrália                                       | Mark Ryan NZL Nova Zelândia                                             |
| Perseguição por equipes | Jack Bobridge Luke Davison Alex Edmondson Glenn O'Shea AUS Austrália | Steven Burke Ed Clancy Andy Tennant Bradley Wiggins ENG Inglaterra | Shane Archbold Pieter Bulling Marc Ryan Dylan Kennett NZL Nova Zelândia |
| 1 km contra o relógio   | Scott Sunderland AUS Austrália                                       | Simon van Velthooven NZL Nova Zelândia                             | Matthew Archibald NZL Nova Zelândia                                     |
| Corrida por pontos      | Thomas Scully NZL Nova Zelândia                                      | Peter Kennaugh IOM Ilha de Man                                     | Aaron Gate NZL Nova Zelândia                                            |
| Keirin                  | Matthew Glaetzer AUS Austrália                                       | Sam Webster NZL Nova Zelândia                                      | Azizulhasni Awang MAS Malásia                                           |
| Scratch race            | Shane Archbold NZL Nova Zelândia                                     | Glenn O'Shea NZL Nova Zelândia                                     | Rene Pelletier CAN Canadá                                               |

Feminino
| Evento                 | Ouro                            | Prata                           | Bronze                          |
| Velocidade individual  | Stephanie Morton AUS Austrália  | Anna Meares AUS Austrália       | Jessica Varnish ENG Inglaterra  |
| Perseguição individual | Joanna Rowsell ENG Inglaterra   | Annette Edmondson AUS Austrália | Amy Cure AUS Austrália          |
| 500 m contra o relógio | Anna Meares AUS Austrália       | Stephanie Morton AUS Austrália  | Jessica Varnish ENG Inglaterra  |
| Corrida por pontos     | Laura Trott ENG Inglaterra      | Elinor Barker WAL País de Gales | Katie Archibald SCO Escócia     |
| Scratch race           | Annette Edmondson AUS Austrália | Amy Cure AUS Austrália          | Elinor Barker WAL País de Gales |

EAD masculino
| Evento                         | Ouro                                           | Prata                                             | Bronze                                               |
| Velocidade B2 Tandem           | Neil Fachie Craig MacLean (piloto) SCO Escócia | Kieran Modra Jason Niblett (piloto) AUS Austrália | Paul Kennedy Thomas Clarke (piloto) AUS Austrália    |
| 1km contra o relógio B2 Tandem | Neil Fachie Craig MacLean (piloto) SCO Escócia | Kieran Modra Jason Niblett (piloto) AUS Austrália | Matt Ellis Ieuan Williams (piloto) WAL País de Gales |

EAD feminino
| Evento                         | Ouro                                                 | Prata                                             | Bronze                                                    |
| Velocidade B2 Tandem           | Sophie Thornhill Helen Scott (piloto) ENG Inglaterra | Aileen McGlynn Louise Haston (piloto) SCO Escócia | Brandie O'Connor Breanna Hargreave (piloto) AUS Austrália |
| 1km contra o relógio B2 Tandem | Sophie Thornhill Helen Scott (piloto) ENG Inglaterra | Aileen McGlynn Louise Haston (piloto) SCO Escócia | Brandie O'Connor Breanna Hargreave (piloto) AUS Austrália |

## Quadro de medalhas
| Ordem | País          | Medalha de ouro | Medalha de prata | Medalha de bronze | Total |
| ----- | ------------- | --------------- | ---------------- | ----------------- | ----- |
| 1     | Austrália     | 7               | 9                | 8                 | 24    |
| 2     | Inglaterra    | 6               | 5                | 3                 | 14    |
| 3     | Nova Zelândia | 6               | 4                | 5                 | 15    |
| 4     | Escócia       | 2               | 2                | 1                 | 5     |
| 5     | País de Gales | 1               | 1                | 3                 | 5     |
| 6     | Canadá        | 1               | 1                | 1                 | 3     |
| 7     | Ilha de Man   |                 | 1                |                   | 1     |
| 8     | África do Sul |                 |                  | 1                 | 1     |
|       | Malásia       |                 |                  | 1                 | 1     |
| TOTAL | TOTAL         | 23              | 23               | 23                | 69    |